# 維托尼山 (烏比納斯區)
16°19′03″S 70°49′32″W / 16.31750°S 70.82556°W

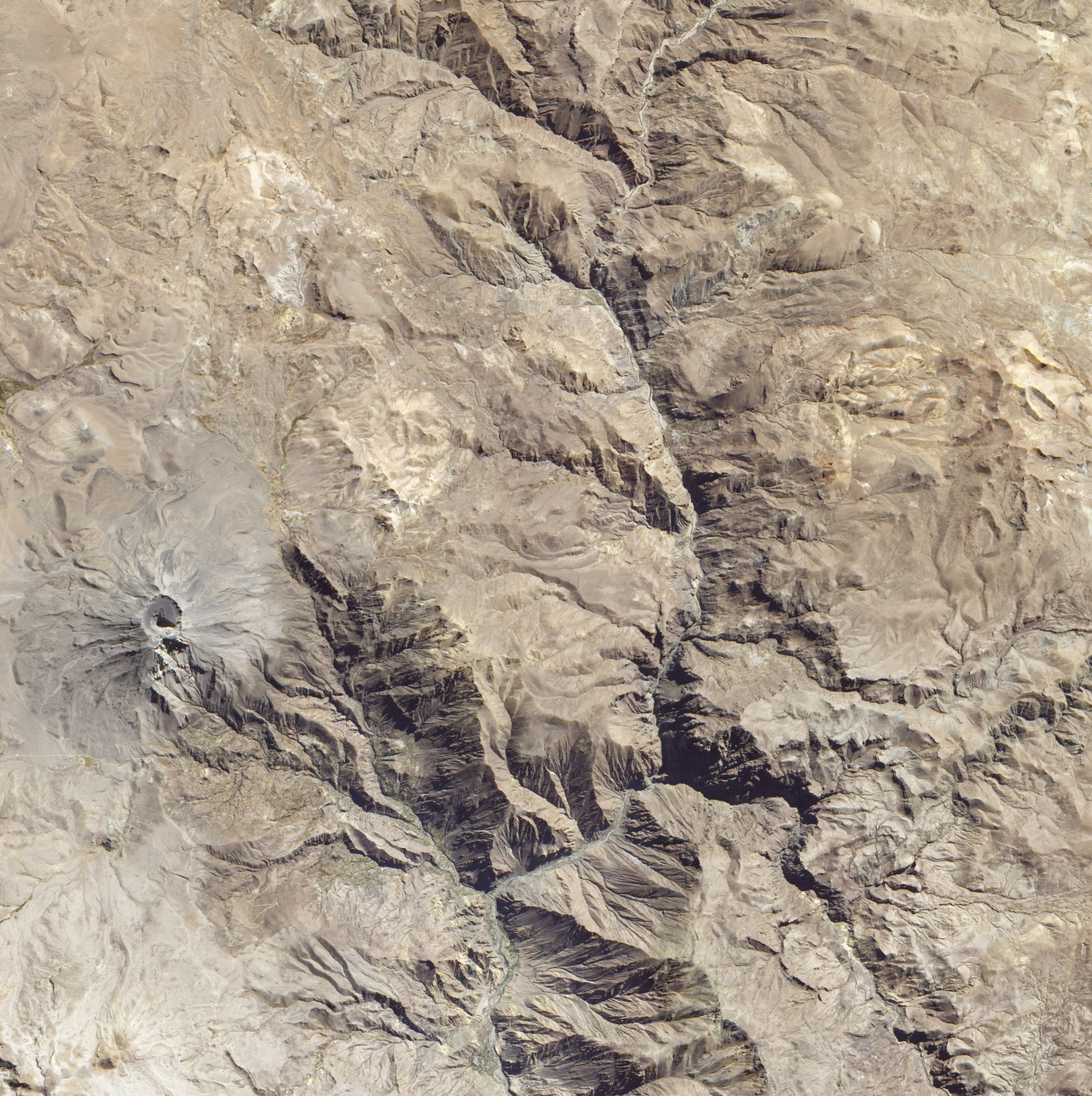

維托尼山（Huitoni），是秘魯的山峰，位於該國南部莫克瓜大區，由桑切斯將軍山省的烏比納斯區負責管轄，屬於安地斯山脈的一部分，海拔高度4,800米。